# Epigonus
Epigonus var en grekisk musiker under antiken.
Epigonus var en kithara-spelare som har tillskrivits tillkomsten av stränginstrumentet epigonion. Epigonus, som ursprungligen kom från den korinthiska kolonien Ambrakia i Epirus, levde och verkade i staden Sikyon på norra Peloponnesus. Det är inte känt när Epigonus levde. Uppgifterna om honom kommer från författaren Athenaios, som levde omkring år 200 e. Kr.